# Imbranato
"Imbranato" é uma canção do cantor pop italiano Tiziano Ferro. Composta pelo músico, ela foi lançada em 18 de janeiro de 2002 como terceiro single de seu primeiro álbum Rosso Relativo (2002) e obteve enorme sucesso na Itália, Suíça, Bélgica, Áustria, França, Espanha e México. No Brasil, a canção ficou conhecida por ter feito parte da trilha sonora da telenovela Mulheres Apaixonadas, como tema dos personagens Padre Pedro (Nicola Siri) e Senhorita Estela (Lavínia Vlasak).
Na Espanha e na América Latina foi lançada uma versão em espanhol intitulada "Alucinado", que alcançou o primeiro lugar nas paradas de singles mexicanas e espanholas.

## Videoclipe musical
O videoclipe, filmado por Matteo Pellegrini, mostra simplesmente sequências alternadas em que Tiziano Ferro canta em um ambiente futurista feito de janelas e cúpulas, e outras em que a modelo Kemp Muhl caminha por diversos lugares, muitas vezes trocando de roupa e penteado. As cenas ao ar livre foram filmadas perto do Lago de Como.

## Desempenho nas Paradas Musicais

### Paradas mensais
| Pareada Musical (2002)                      | Desempenho |
| ------------------------------------------- | ---------- |
| Áustria (Ö3 Austria Top 75)                 | 44         |
| Bélgica (Ultratop 50 de Flandres)           | 32         |
| Bélgica (Ultratop 50 da Valônia)            | 6          |
| França (SNEP)                               | 31         |
| Alemanha (Offizielle Deutsche Charts)       | 52         |
| Países Baixos (Single Top 100)              | 85         |
| Suíça (Schweizer Hitparade)                 | 29         |
| U.S. Billboard Latin Tropical/Salsa Airplay | 5          |
| U.S. Billboard Latin Pop Airplay            | 3          |
| U.S. Billboard Hot Latin Songs              | 4          |

### Paradas Anuais
| Pareada Musical (2002)            | Desempenho |
| --------------------------------- | ---------- |
| Belgium (Ultratop Wallonia)       | 45         |
| Switzerland (Schweizer Hitparade) | 92         |